# Odontomachus pseudobauri
Odontomachus pseudobauri (лат.) — ископаемый вид муравьёв из подсемейства понерины (Ponerinae) семейства Formicidae, обнаруженный в доминиканском янтаре (миоцен, остров Гаити).

## История и классификация
Odontomachus pseudobauri известен по одиночному ископаемому насекомому, которое вместе с жуками и мухами включён в прозрачно-жёлтый кусок доминиканского янтаря, купленный у торговца янтарём в Базеле, Швейцария. Янтарь был образован вымершим видом растений Hymenaea protera, который раньше рос на острове Гаити, в северной части Южной Америки и до южной Мексики. Образец был собран в неопределённой янтарной шахте в ископаемых породах гор Кордильера Септентриональ на севере Доминиканской Республики. Янтарь датируется бурдигальским этапом миоцена, судя по изучению сопутствующих ископаемых фораминифер, и может достигать возраста среднего эоцена, судя по сопутствующим ископаемым кокколитам. Такой возрастной диапазон обусловлен тем, что вмещающие породы являются вторичными отложениями для янтаря, а миоцен как возрастной диапазон — это лишь самый молодой возраст, который может быть у янтаря.
На момент описания голотип (экземпляр под номером «BMNHP-II32») хранился в коллекции янтаря Музея естественной истории в Лондоне, Англия. Впервые голотип ископаемого был изучен энтомологом Марией Л. де Андраде из Университета Базеля, а описание вида было опубликовано в 1994 году в журнале «Stuttgarter Beiträge zur Naturkunde. Serie B (Geologie und Paläontologie)». Специфический эпитет pseudobauri происходит от греко-латинского слова pseudo, что означает «ложный», а bauri — от современного вида Odontomachus bauri.
На основании строения головы O. pseudobauri был включён в группу видов O. haematodus, тесно связанной с видом O. bauri. Современный вид встречается на Галапагосских островах, в тропических регионах Южной и Центральной Америки, а также на большей части Вест-Индии, за исключением Багамских островов и Кубы. O. bauri — один из двух современных видов, найденных на острове Гаити (Испаньола), и на основании сходства с O. pseudobauri Де Андраде предположила, что последний вид мог быть предком современного вида. Когда O. pseudobauri был впервые описан, он был одним из двух видов рода Odontomachus, которые были описаны по фоссилиям. Он и Odontomachus spinifer были описаны де Андраде из доминиканского янтаря в одной и той же работе. Третий вид Odontomachus paleomyagra, первый ископаемый вид, был описан в 2014 году по рабочему муравью, найденному в буроугольных отложениях приабонского возраста в бассейне Мост, Чешская Республика.

## Описание
Рабочий O. pseudobauri длиной около 9,28 мм имеет блестящее тело, в основном оранжевого цвета, красноватые голову и мандибулы и коричневатые тона на брюшке. Гладкий экзоскелет имеет крошечные пунктировки, расположенные по задней и боковым сторонам головы, в передних областях усиковых впадин и на брюшке. Напротив, задний край лобной части через задние участки усиковых впадин полосатый, причём к задней части впадин полосы становятся более мелкими. Голова имеет прямоугольные очертания, на 1/3 длиннее ширины, задний край головы шире максимальной ширины переднеспинки. Мандибулы на 3/4 длиннее ширины головы, жевательный край правой мандибулы имеет 14 зубцов, в то время как на левой — 13. Зубцы обоих краёв увеличиваются в размере к вершине, а на вершине каждого из них имеется три зубца — преапикальный, интеркалярный и апикальный.
Антенны имеют заметно длинный скапус, который выходят за задний край головной капсулы. Первые сегменты жгутика усика составляют 3/4 длины второго сегмента. Переднеспинка и проподеум имеют выпуклые верхние профили, примерно 25 концентрических полос опоясывают переднеспинку. На верхней куполообразной поверхности петиоля имеется большой загнутый назад шип, немного более узкий, чем ширина петиоля, а меньший по размеру отросток расположен на передней нижней части петиоля. Рабочий неполный, у него отсутствуют ноги и антенна на левой стороне, а также кончики правых ног. С третьего по конечный сегменты брюшка уменьшены и отсутствуют.